# Стюарт, Ангус
Ангус Джон Макинтош Стюарт (англ. Angus John Mackintosh Stewart; 22 ноября 1936 — 14 июля 1998) — английский писатель
, известный своим романом «Сандел».

## Биография
Стюарт был третьим ребенком в семье романиста и оксфордского академика Дж. А. М. Стюарта (1906—1994), более известного как автор детективных произведений под псевдонимом Майкл Иннес, и Маргарет Хардвик (1905—1979). Вскоре после их брака в 1932 году Стюарты переехали в Австралию, где, с 1935 по 1945, Дж. А. М. Стюарт преподавал английский язык в университете Аделаиды. Их сын Ангус родился в Аделаиде в 1936 году. Семья вернулась в Англию в 1949 году, когда отец Стюарта стал членом совета Крайст-Черч-колледжа в Оксфорде, а Ангус поступил в Брайанстонскую школу при колледже своего отца.
Первой опубликованной работой Ангуса Стюарта стала «The Stile», появившаяся в 1964 в «Антологии рассказов новых писателей» лондонского издательского дома «Faber and Faber». В 1965 году он получает литературную премию имени Ричарда Хиллари «Richard Hillary Memorial Prize». В 1968 году он добивается признания публики и внимания критики своим первым романом «Sandel». Сюжет книги вращается вокруг неортодоксальных отношений между 19-летним студентом Дэвидом Роджерсом, и 13-летним певчим Энтони Санделом, случившихся в оксфордском колледже, получившим вымышленное название колледжа «Святой Цецилии». Роман, вероятно, был основан на реальных событиях, изложенных Стюартом в статье под псевдонимом «Джон Дэвис», вышедшей в антологии «Underdogs» издательства «Weidenfeld & Nicolson Ltd» под редакцией Филиппа Тойнби в 1961 году. История изложена с большой деликатностью и щепетильностью, и занимает место в английской литературе, сопоставимое по значимости с романом Роджера Пейреффита «Les amitiés particulières», написанном в 1943 году. За последние сорок лет «Sandel» стал культовым гей-романом. Премьера сценической версии, адаптированной шотландским писателем Гленном Чандлером [Glenn Chandler], состоялась на Эдинбургском фестивале в августе 2013 года. По совпадению, спустя сорок лет после выхода первого издания (имеющего на вторичном рынке астрономические цены), «Sandel» был переиздан в августе 2013 года в Эдинбурге. В 2013—2014 гг. командой сайта bl-lit был выполнен перевод романа «Сандел» на русский язык.
После «Сандела» Стюарт переехал в Танжер (Марокко), частично ради самопознания, частично ради экспериментов с влиянием наркотиков на вегетативную нервную систему. Его марокканские переживания привели к написанию еще двух книг: романа «Snow in Harvest» [Снег во время жатвы] (1969), и путевого дневника под названием «Tangier: A Writer’s Notebook» [Танжер: Блокнот писателя] (1977). Судя по всему, третий, неопубликованный роман «The Wind Cries All Ways» содержал в себе «поразительное описание Танжерской психиатрической больницы человеком, лишенным свободы». (Такое утверждение имеется во втором издании «Сандела» в примечаниях от автора.)
Он также писал стихи; некоторые из них были опубликованы в книге «Sense and Inconsequence» [Чувство и Непоследовательность] (1972), с введением, написанным многолетним другом его отца, У. Х. Оденом. [W. H. Auden]
После смерти матери в 1979 году Стюарт вернулся в Англию, где и прожил в течение последних двадцати лет своей жизни в пристройке к дому своего отца в местечке Фолер [Fawler] в Оксфордшире. Он был опытным фотографом-портретистом. Большую часть своей жизни страдал от клинической депрессии.